# Mefitis
Mefitis, Mephitis, är gudinnan för illaluktande dofter i romersk mytologi. Hennes namn bärs även av skunksläktet vilket nog kommer från att båda förknippas med stinkande dofter. Hon hyllades mest i Pompeji